# Badminton-Mannschaftspanamerikameisterschaft 2016
Die Badminton-Mannschaftspanamerikameisterschaft 2016 im Badminton fand als Teamwettbewerb getrennt für Damen- und Herrenteams vom 17. bis zum 20. Februar 2016 in Guadalajara in Mexiko statt.

## Medaillengewinner
| Disziplin  | Gold | Silber                                                                                                 | Bronze                                                                                                |
| ---------- | --- | --- | --- |
| Herrenteam | Mexiko Job Castillo Ailton Correa Ramon Garrido Arturo Hernández Andrés López Lino Muñoz Antonio Ocegueda Francisco Treviño | Kanada Phillipe Charron Jason Ho-Shue Luke Couture Phil Gaumond Martin Giuffre Max Marin Andrew Zhuang | Guatemala Rubén Castellanos Kevin Cordón Christopher Martínez Rodolfo Ramírez Jonathan Solís          |
| Damenteam  | Vereinigte Staaten Iris Wang Annie Xu Jennie Gai Crystal Pan Kerry Xu                                                       | Kanada Phyllis Chan Kyleigh O’Donoghue Ouyang Qinzi Michelle Tong Josephine Wu                         | Mexiko Anahi De La Torre Haramara Gaitan Cynthia González Sabrina Solis Mariana Ugalde Adriana Valero |

## Herrenteam

### Vorrunde
| Platz | Team               | Pld | W | L | MF | MA | MD | GF | GA | GD  | PF  | PA  | PD   | Pts |   |
| ----- | ------------------ | --- | - | - | -- | -- | -- | -- | -- | --- | --- | --- | ---- | --- | - |
| 1     | Mexiko             | 3   | 3 | 0 | 10 | 5  | +5 | 23 | 13 | +10 | 686 | 623 | +63  | 3   | Q |
| 2     | Kanada             | 3   | 2 | 1 | 8  | 7  | +1 | 18 | 17 | +1  | 624 | 608 | +16  | 2   | Q |
| 3     | Guatemala          | 3   | 1 | 2 | 8  | 7  | +1 | 20 | 18 | +2  | 682 | 651 | +31  | 1   |   |
| 4     | Vereinigte Staaten | 3   | 0 | 3 | 4  | 11 | −7 | 11 | 24 | −13 | 559 | 669 | −110 | 0   |   |

- Guatemala vs. Mexiko

- Kanada vs. USA

- Kanada vs. Guatemala

- Mexiko vs. USA

- Kanada vs. Mexiko

- Guatemala vs. USA

### Finale
- Mexiko vs. Kanada

## Damenteam

### Vorrunde
| Platz | Team               | Pld | W | L | MF | MA | MD  | GF | GA | GD  | PF  | PA  | PD   | Pts |   |
| ----- | ------------------ | --- | - | - | -- | -- | --- | -- | -- | --- | --- | --- | ---- | --- | - |
| 1     | Vereinigte Staaten | 3   | 3 | 0 | 12 | 3  | +9  | 26 | 7  | +19 | 662 | 449 | +213 | 3   | Q |
| 2     | Kanada             | 3   | 2 | 1 | 11 | 4  | +7  | 23 | 10 | +13 | 645 | 520 | +125 | 2   | Q |
| 3     | Mexiko             | 3   | 1 | 2 | 7  | 8  | −1  | 14 | 18 | −4  | 549 | 573 | −24  | 1   |   |
| 4     | Guatemala          | 3   | 0 | 3 | 0  | 15 | −15 | 2  | 30 | −28 | 359 | 673 | −314 | 0   |   |

- Guatemala vs. Mexiko

- Kanada vs. USA

- Kanada vs. Guatemala

- Mexiko vs. USA

- Kanada vs. Mexiko

- Guatemala vs. USA

### Finale
- USA vs. Kanada